# 加哥米德韦 (佛罗里达州)
加哥米德韦（英語：Midway），是美国佛罗里达州加茲登縣下属的一座城市。建立于1986年。面积约为9.9平方公里（约合3.8平方英里）。根据2010年美国人口普查，该市有人口3,004人。论人口在本州排行第248。